# Ilyas Lefrancq
Ilyas Lefrancq (3 december 2003) is een Belgisch voetballer met Marokkaanse roots die sinds 2023 uitkomt voor AEK Athene.

## Clubcarrière
Lefrancq genoot zijn jeugdopleiding bij White Star Woluwe, KV Mechelen en Oud-Heverlee Leuven. Op 2 april 2022 maakte hij in het shirt van laatstgenoemde club zijn profdebuut: op de voorlaatste speeldag van de reguliere competitie liet trainer Marc Brys hem in de wedstrijd tegen Antwerp FC (0-1-verlies) in de 80e minuut invallen voor Mathieu Maertens.
Op 17 juni 2022 ondertekende hij een tweejarig contract (met optie op een derde jaar) bij KV Mechelen, de club waar hij eerder al een deel van zijn jeugdopleiding had genoten. De tiener stond ook op de radar van Lille OSC. Aanvankelijk trad hij vooral aan met Jong KV Mechelen, het beloftenelftal van de club in de Tweede afdeling.

## Clubstatistieken
| Seizoen         | Club                | Land                 | Competitie         | Competitie | Competitie | Beker | Beker | Supercup | Supercup | Europees | Europees | Totaal | Totaal |
| Seizoen         | Club                | Land                 | Competitie         | Wed.       | Dlp.       | Wed.  | Dlp.  | Wed.     | Dlp.     | Wed.     | Dlp.     | Wed.   | Dlp.   |
| --------------- | ------------------- | -------------------- | ------------------ | ---------- | ---------- | ----- | ----- | -------- | -------- | -------- | -------- | ------ | ------ |
| 2021/22         | Oud-Heverlee Leuven | Vlag van België      | Jupiler Pro League | 1          | 0          | 0     | 0     | —        | —        | —        | —        | 1      | 0      |
| 2022/23         | Jong KV Mechelen    | Vlag van België      | Tweede afdeling    | 11         | 1          | —     | —     | —        | —        | —        | —        | 11     | 1      |
| 2023/24         | AEK Athene II       | Vlag van Griekenland | Super League 2     | 2          | 0          | 0     | 0     | —        | —        | —        | —        | 2      | 0      |
| Carrière totaal | Carrière totaal     | Carrière totaal      | Carrière totaal    | 14         | 1          | 0     | 0     | 0        | 0        | 0        | 0        | 14     | 1      |

Bijgewerkt op 31 oktober 2023.

## Interlandcarrière
Lefrancq werd in april 2022 door Mohamed Ouahbi opgeroepen bij Marokko –20 voor de dubbele confrontatie tegen Spanje. Op 26 april 2022 kreeg hij een basisplaats in het eerste deel van het vriendschappelijke tweeluik. Met Anas Nanah (KAS Eupen) en Abderahmane Soussi (Antwerp FC) kwamen er nog twee andere spelers uit de Jupiler Pro League in actie tijdens deze jeugdinterland.